# Reprezentacja Rumunii na Mistrzostwach Świata w Wioślarstwie 2009
Reprezentacja Rumunii na Mistrzostwach Świata w Wioślarstwie 2009 liczyła 11 sportowców. Najlepszymi wynikami były 2. miejsca w dwójce bez sternika kobiet i ósemce kobiet.

## Medale

### Złote medale
Brak

### Srebrne medale
dwójka bez sternika (W2-): Camelia Lupascu, Nicoleta Albu
ósemka (W8+): Roxana Cogianu, Ionelia Neacsu, Maria Diana Bursuc, Ioana Craciun, Adelina Cojocariu, Nicoleta Albu, Camelia Lupascu, Eniko Barabas, Teodora Stoica

### Brązowe medale
Brak

## Wyniki

### Konkurencje kobiet
- dwójka bez sternika (W2-): Camelia Lupascu, Nicoleta Albu – 2. miejsce
- ósemka (W8+): Roxana Cogianu, Ionelia Neacsu, Maria Diana Bursuc, Ioana Craciun, Adelina Cojocariu, Nicoleta Albu, Camelia Lupascu, Eniko Barabas, Teodora Stoica – 2. miejsce